# 루퍼트 쏘은
루퍼트 쏘은(Rupert Thorne)은 DC 코믹스에서 출판한 만화책에 등장하는 가상의 인물이다. 캐릭터는 범죄 보스이자 배트맨의 적이다.

## 작중 행적
스티브 잉글하트(Steve Englehart)와 월터 사이먼슨(Walter Simonson)이 만든 이 캐릭터는 디텍티브 코믹스에 처음 등장했다. 쏘은은 조직 범죄에 연루된 부패한 정치인으로 소개되며, 닥터 인에게 협박을 받아 도시를 배트맨에게 대항하게 만든다. 인이 패배한 후에 쏘은은 동료 시의원들을 설득해 배트맨을 무법자로 선언한다. 그는 시장 선거에 출마하여 고담시를 완전히 장악하려고 시도하지만 실패한다.쏘은은 배트맨의 비밀 정체를 찾기 위해 휴고 스트레인지의 비밀 경매에 입찰한 세 명의 범죄자(다른 두 명은 펭귄과 조커) 중 한 명이다. 그는 스트레인지를 납치하고 고문하여 경매에서 지는 대신 그것을 공개하도록 강요한다. 그러나 스트레인지는 저항하고 그 과정에서 죽는다. 시신을 처리했음에도 불구하고 쏘은은 이상(Strange:스트레인지)하고 섬뜩한 소리와 환영에 시달린다. 배트맨과의 작전에 실패하고 숨어 지낸 후에 그는 비밀리에 고담으로 돌아온다. 그는 부패한 해밀턴 힐을 시장으로 선출하고 쏜의 급여를 받는 피터 폴링을 위해 경찰국장 제임스 고든을 해고하라고 명령한다. 쏘은은 기자 비키 베일로부터 의상으로 갈아입는 사진을 입수한 후 마침내 브루스 웨인이 배트맨임을 확인한다. 쏘은은 웨인을 죽이기 위해 데드샷을 고용한다. 그러나 데드샷은 성공하지 못하지만 쏜이 적을 상대하기도 전에 스트레인지의 속임수에 굴복하기 시작한다. 교수는 자신의 죽음을 속이고 유령 경험을 시뮬레이션하도록 설계된 장치로 쏘은을 괴롭힌 것으로 밝혀졌다. 쏜은 편집증에 걸리고, 힐과 폴링이 자신을 상대로 음모를 꾸미고 그를 미치게 만들려고 한다고 확신한다. 그는 폴링을 총으로 쏴 죽이지만 결국 배트맨에게 체포되어 법의 심판을 받게 된다. 쏘은은 탐정 만화(2007년 1월 표지, 2006년 11월 출시)에 다시 등장한다. 이것은 수십 년 만에 그의 첫 번째 주요 만화 출연이었고 DC 유니버스의 만화인 크라이시스 온 인피닛 어스에서의 첫 등장이었다. 그는 복수심에 불타는 닥터 인이 그의 목숨을 노리고 배트맨이 막는 시도를 할 때 블랙게이트 교도소에 수감되어 있는 모습을 보여준다. 배트맨의 행적으로 볼 때 쓰리 조커의 페이지에서 루퍼트 쏘은은 배트맨이 조 칠을 만나러 갈 때 블랙게이트 교도소에 수감되어 있는 것으로 보인다. 그외의 행적으로 1891년 가스등으로 고담 시에서 쏘은이라는 고담 시의회 의원이 톨리버 시장이 사망한 후 고담시의 새로운 시장으로 선출된다. 코믹 프리퀄인 저스티스 리그: 신들과 괴물들에서 루퍼트 쏘은은 마피아 루 목슨이 고담의 다른 범죄 두목 회의에 참석할 때 나타난다. 만남 중에 쏘은과 목슨은 어린 시절부터 친구였으며 함께 범죄 경력을 시작했다는 것이 밝혀진다. 목슨은 쏜이 매춘 사업에서 돈을 훔쳐 자신을 배신했다는 것을 알고 있다고 밝히고 불문율에 따라 쏜은 총을 꺼내 자신을 쏘는 것으로 자신의 범죄를 속죄한다.

## 다른 매체에서의 등장
루퍼트 쏜(Rupert Thorne)은 배트맨(Batman: The Animated Series)에 출연하며, 성우는 존 버논(John Vernon)이 맡았다. 이 버전은 고담에서 가장 강력한 범죄 보스로서의 지위와 투페이스 제작에 대한 역할을 포함하여 카민 팔코네 및 살 마로니와 같은 배트맨 신화의 다른 갱스터의 요소를 소유한 복합 캐릭터이다. 그의 가장 눈에 띄는 모습은 "이츠 네버 투 레이트" 에피소드로, 그는 도시의 라켓을 장악하기 위해 나이 든 범죄 보스 아놀드 스트롬웰과 경쟁하고 그를 죽이려고 시도하여 스트롬웰이 경찰에 항복함으로써 자신을 구속하기로 결정한다. 지방 검사 하비 덴트를 협박하려는 쏘은의 계획이 덴트가 화학 폭발로 상처를 입어 그를 투페이스로 만들고 배트맨이 개입하기 전에 쓰은의 라켓을 공격하는 것으로 끝나는 2부작 에피소드 "투페이스" "배트맨을 죽인 남자"에서 배트맨은 쏘은이 그를 살해하려고 할 때에 배트맨이 구해준 시드니 데브리스라는 작은 타이머에 의해 살해된 것처럼 보인다. 그리고 "베인"에서는 쏜이 배트맨을 죽이기 위해 용병 베인을 고용하지만, 다크 나이트는 베인을 물리치고 배신한 두더지 캔디스의 도움으로 쏜의 제국을 찬탈하려는 계획을 밝힌다. 배트맨과 고담의 경찰과의 대결 후 수많은 체포에도 불구하고 쏘은은 고담의 많은 부패한 정치인들에게 뇌물을 주어 투옥을 피하여 시리즈가 진행되는 동안 배트맨의 적으로 남을 수 있다. 그는 "페이징 더 크라임 닥터"에서 루퍼트의 깡패들에게 수술을 집도하여 생계를 꾸려야 하는 비공인 의사인 동생 매튜를 소개하면서 단역으로 등장한다. "벤데타"는 킬러 크록이 진범으로 밝혀지기 전에 잡범 "스파이더" 콘웨이를 납치한 혐의로 잠시 의심을 받는다. "배트맨: 섀도우 오브 더 배트"에서 그는 고든을 모함하려는 부패한 GCPD 부국장인 길 메이슨의 음모의 일부이다. 그리고 "세컨드 찬스"에서 딕 그레이슨은 투페이스의 명백한 납치에 대해 질문한다.루퍼트 쏘은(Rupert Thorne)은 빅터 브란트(Victor Brandt)가 성우를 맡은 배트맨(The Batman)에 출연한다. 파일럿 에피소드 "종탑의 박쥐"에서 소개된 이 버전은 배트맨에게 빠르게 체포되는 고담의 마지막 구식 범죄 보스 중 하나이다. 그는 "패밀리 매터스"와 "루머스"와 같은 후속 에피소드에 카메오로 출연힌다. 그외의 영화에서 보면 루퍼트 쏘은은 원래 1989년 배트맨 영화에서 주요 적대자로 등장할 예정이었다. 톰 맨키위츠(Tom Mankiewicz)가 쓴 초기 대본에서 쏜은 토마스 웨인(Thomas Wayne)을 살해하기 위해 조 칠(Joe Chill)을 고용한 책임이 있는 것으로 묘사되었다.(그는 시의원 선거에서 쏜에 맞서 출마할 예정이었다.) 결국 그는 카민 팔코네를 모델로 한 영화 오리지널 캐릭터 칼 그리섬(잭 팰런스)으로 대체되었다. 루퍼트 쏘은은 DCAU 영화 배트맨: 배트우먼의 미스터리에 출연하며 존 버논이 다시 목소리를 연기했다. 여기서 그는 펭귄과 전문 집행관 칼튼 듀케인과 협력하여 카스니아 대통령과의 불법 무기 거래에 자금을 조달한다. 세 명은 또한 베인과 동맹을 맺고 있다.(베인이 이전에 쏘은에 대해 배신한 행동에 대한 언급은 없지만 말이다.) 세 명의 배트우먼 중에 쏘은은 소니아가 아직 어렸을 때 보호비를 지불하지 않았다는 이유로 부모님의 가게를 불태우라고 명령했을 때 그의 인생을 망친 불량 경찰 소니아 알카나와 개인사를 공유한다. 쏘은은 증거 부족으로 처벌을 면하지만 모두가 그가 배후라는 것을 알고 있었다. 결국 쏜은 무기 거래에서 자신의 역할에 대해 유죄임이 입증된다. 루퍼트 쏜은 배트맨 타이인 코믹스 배트맨 스트라이크!에 등장한다. 한 호에서 그는 메트로폴리스에 기반을 둔 범죄 조직 보스 브루노 만하임과 협력하여 베인, 맨뱃, 파이어플라이를 기반으로 한 슈퍼 악당 군대를 만들어 어떤 슈퍼히어로와도 견줄 수 없을 것이라는 믿음을 가지고 있다. 쏜, 만하임, 그리고 그들의 창조물은 배트맨과 슈퍼맨에게 패배한다.

## 비디오 게임에서의 등장
루퍼트 쏘은(Rupert Thorne)은 세가 CD의 비디오 게임인 배트맨과 로빈의 모험(The Adventures of Batman & Robin)에 출연하며 존 버논(John Vernon)이 다시 목소리를 맡았다. 클레이페이스는 진짜 쏜이 휴가를 떠나는 동안 쏜의 모습을 취하고 갱스터의 돈을 이용해 배트맨과 로빈을 제거하려는 음모에 다른 악당들을 고용한다.

## 같이 보기
- 배트맨
- 악역
- 만화
- 캐릭터